# Vladimir Sachs Petrović
Vladimir Sachs Petrović, hrvatski političar, po zanimanju odvjetnik. Po političkoj orijentaciji pravaš frankovac. U vrijeme Kraljevine SHS bio u političkoj emigraciji. 
Pripadao skupini emigranata koji se organiziraju u organizaciju Hrvatski emigrantski komitet. Imali su tri subverzivna središta otkamo su djelovali protiv Jugoslavije. Budimpeštanski je vodio Ivan Frank, bečki bivši austrijski potpukovnik Perčević, a u Grazu austrijski potpukovnik Dujić. Svi se izjasnili kao pripadnici "Hrvatskog oslobodilačkog pokreta" (HOP). Predsjednik gradačkog ogranka bio je dr Ivan Frank (sin osnivača frankovačke stranke). Članovi Komiteta bili su dr Vladimir Sachs-Petrović, inženjer Viktor Neidorfer, dr Manko Gagliardi (čelnik policije u Kragujevcu za austro-ugarske okupacije Srbije), Baltazar Petras, zatim bojnici Wilhelm Stipetić (čelnik obavještajne službe u Beogradu za austro-ugarske okupacije Srbije) i Narcis Jasenski (Narcis pl. Jeszensky), pukovnik Franz Apolonio, kapetan Emil Lachowski, Josip Metzger, Nikola Petričević, Josip Mitras, Julije Fučar, Dezider Hampl, poručnik Josip Biljan i drugi. Nakon petoprosinačkih događaja uhićen skupa s Ivom Elegovićem i još frankovaca. 
U emigraciji zastupao Crnogorce. 
Iz tog vremena datira prezime Petrović koje je uzeo. Sachs je bio frankovački emigrant i surađivao je pored ostalih i s crnogorskim kraljem Nikolom I. Petrovićem, u čiju je čast uzeo, tada apstraktno, crnogorsko državljanstvo i prezime Petrović.
Prema jednim izvorima pregovarao skupa s Ivom Frankom a u ime Hrvatskog komiteta s jedne strane, i D'Annunzija s druge strane. Pregovarali su u Veneciji (5. srpnja 1920.), pa u Rijeci (19. rujna 1920.). Teme razgovora bile su mogućnosti suradnje, preraspodjela teritorija. Ercole Durini od Monze, talijanski poslanik u Budimpešti, zapisao je u pismu upućenom u Rim, da je Sachs s Frankom potpisao 5. srpnja 1920. Ugovor Saveza zajedno s Giovannijem Giuriatijem i Host Venturijem, kojim se obostrano išlo za rušenjem Kraljevine SHS.
U drugoj polovici travnja 1941. uhitio ga je Reichssicherheitshauptamt . Jedan ga je agent stavio na Izvanredni popis potjernica zbog sumnje da je Sachs Petrović Židov, slobodni zidar i anglofil te da posjeduje skrivenu dokumentaciju u svezi s masonima. Poglavnik NDH je po dobivenoj informaciji o uhićenju reagirao za oslobođenje Sachs Petrovića.
Vratio se u Hrvatsku već travnja 1941. Ustaša povratnik Sachs Petrović, Židov, dobio je od Židovskog odsjeka Ravnateljstva ustaškog redarstva počasno arijevstvo 29. svibnja 1941. Zanimljivo je da je bio doušnik jugoslavenske policije, a da je ipak dobio počasno arijevsko pravo, "jer se izkazao zaslužnim za Hrvatski narod" a mnogi drugi zaslužni Židovi, Židovi zaslužni za hrvatstvo, nisu, kao npr. Leopold Müller i Vitomir Krauth. U dopisu za oslobađanje od nošenja židovskog znaka, napisao je da nošenje tog znaka doživljava dubokim sramoćenjem, osobitu u neovisnoj Hrvatskoj za koju se toliko žestoko borio. U dopisu je podsjetio na pedeset godina (1891. – 1941.) rada za Hrvate, njihovo oslobođenje i pretrpljene brojne progone zbog borbe za hrvatsku stvar, i da je cijelo to vrijeme bio čisti pravaš. Doušnikom Beograda postao je poslije dobivanja prezimena Petrović. Gospodare je obavijestio o ustaškoj nakani likvidacije kralja Aleksandra. Surađivao 1929. s Emanuelom "Mankom" Gagliardijem, austro-ugarskim policijskim dužnosnika talijanskih roditelja, Hrvatom po posvojenju.
U Drugome svjetskom ratu interniran u Italiji, skupa sa suprugom Elsom Singer. U Italiju doveden iz Suška. Poslije oslobađanja/bijega boravio u Bariju (15. veljače 1945.).